# Hammâna
Hammâna är en ort i Libanon.   Den ligger i guvernementet Libanonberget, i den centrala delen av landet, 23 kilometer öster om huvudstaden Beirut. Hammâna ligger 1 099 meter över havet och antalet invånare är 3 053.
Terrängen runt Hammâna är kuperad åt nordväst, men åt sydost är den bergig. Runt Hammâna är det ganska tätbefolkat, med 192 invånare per kvadratkilometer.. Närmaste större samhälle är Jounieh, 19,4 kilometer nordväst om Hammâna. 
Omgivningarna runt Hammâna är i huvudsak ett öppet busklandskap.